# WrestleMania III
WrestleMania III — третья по счёту WrestleMania, PPV-шоу производства американского рестлинг-промоушна World Wrestling Federation (WWF, ныне WWE). Шоу прошло 29 марта 1987 года на арене «Понтиак Сильвердом» в Понтиаке, Мичиган, США.
WrestleMania III особенно примечательна тем, что заявленная посещаемость составила 93 173 человека, что стало рекордом WWF, а также самой большой посещаемостью живого закрытого мероприятия в Северной Америке в то время. Это шоу считается вершиной бума рестлинга 1980-х годов, почти миллион фанатов наблюдали за событием в 160 местах закрытой трансляции в Северной Америке, а количество людей, смотревших его по системе pay-per-view, оценивается в несколько миллионов. WWF выручила $1,6 млн от продажи билетов, а доход от pay-per-view составил $10,3 млн, установив рекорд для того времени. Единственным мероприятием промоушена с официальной большей посещаемостью была WrestleMania 32, прошедшая на «Эй-ти-энд-ти Стэдиум» в 2016 году. Рекорд самого большого мероприятия в закрытом помещении продержался до 27 января 1999 года, когда его превзошла папская месса с Папой Иоанном Павлом II в TWA Dome в Сент-Луисе, Миссури, собравшая 104 000 зрителей.

## Результаты
| №                                | Матч | Тип матча                                                           | Время |
| -------------------------------- | --- | ------------------------------------------------------------------- | ----- |
| 1                                | «Канадско-Американское Соединение» (Рик Мартел и Том Зенк) победили «Ковбоя» Боба Ортона и Великолепного Мурако (с Мистером Фудзи)                                                               | Командный матч                                                      | 5:37  |
| 2                                | Билли Джек Хейнс и Геркулес (с Бобби Хинаном) закончили матч по двойному отсчёту | Одиночный матч                                                      | 7:44  |
| 3                                | Хиллбилли Джим, Гаити Кид и Литтл Бивер победили Кинг-Конга Банди, Маленького Токио и Лорда Литтлболa по дисквалификации                                                                         | Командный матч                                                      | 3:25  |
| 4                                | Харли Рейс (с Бобби Хинаном и Невероятной Мулой) победил Помойного пса | Одиночный матч по правилам «Проигравший должен поклониться»         | 4:22  |
| 5                                | «Команда мечты» (Грег «Молот» Валентайн и Брутус «Барбер» Бифкейк) (с Джонни Вэлиантом и Дино Браво) победили «Невероятных Ружо» (Жак и Раймонд)                                                 | Командный матч                                                      | 4:03  |
| 6                                | Родди Пайпер победил Адриана Адониса (с Джимми Хартом) | Одиночный матч по правилам «Проигравший должен побрить себе голову» | 6:33  |
| 7                                | «Основание Хартов» (Брет «Хитман» Харт, Джим «Наковальня» Нэйдхарт и Дэнни Дэвис) (с Джимми Хартом победили «Британских бульдогов» (Дэйви Смит, Динамит Кида и Тито Сантану) (с Бульдогом Чилдо) | Командный матч                                                      | 8:52  |
| 8                                | Бутч Рид (со Сликом) победил Коко Би Вэйра (с Франкли) | Одиночный матч                                                      | 3:39  |
| 9                                | Рикки «Дракон» Стимбот (с Джорджем Стилом) победил «Мачо» Рэнди Сэведжа (с) (с Мисс Элизабет) | Одиночный матч за титул интерконтинентального чемпиона WWF          | 14:35 |
| 10                               | Хонки-Тонк Мэнк (с Джимми Хартом) победил Джэйка «Змею» Робертса (с Элисом Купером) | Одиночный матч                                                      | 7:04  |
| 11                               | Железный Шейх и Николай Волков победили «Пчёл-убийц» (Брайан Блэр и Джим Брунзелл) (с «Ножовкой» Джимом Дагганом) по дисквалификации                                                             | Командный матч                                                      | 5:44  |
| 12                               | Халк Хоган (с) победил Андре Гиганта (с Бобби Хинаном) | Одиночный матч за титул чемпиона WWF                                | 12:01 |
| (c) — чемпион на момент поединка | |                                                                     |       |